# Бородатка жовтобока
Бородатка жовтобока (Capito quinticolor) — вид дятлоподібних птахів родини бородаткових (Capitonidae).

## Поширення
Вид поширений на заході Колумбії та північному заході Еквадору. Мешкає у тропічних низовинних вологих лісах та вторинних лісах вздовж тихоокеанського узбережжя до 575 м над рівнем моря.

## Опис
Голова та спина чорна. У самців корона на голові та задня частина шиї червоні. На спині та крилі є жовті смуги. Горло біле, груди та черево жовті. На боках є чорні плями у формі каплі. Дзьоб короткий і міцний, сірого кольору.

## Спосіб життя
Живе у верхньому ярусі лісів. Живиться плодами дерев, рідше комахами. Сезон розмноження припадає на період з квітня по серпень.